# Zhangye
Zhangye (张掖; pinyin: Zhāngyè) er en by på præfekturniveau i provinsen Gansu i den vestlige del af Folkerepublikken Kina. Tidligere hed byen Ganzhou. Befolkningen i selve byen anslås (2004) til 260.000, men hele præfekturet har 1.26 millioner indbyggere, og har et areal på 42,000 km².
Vestlige dele af den kinesiske mur går gennem præfekturet der ligger centralt i hexikorridoren. Her lå under de fem dynastiers og ti kongedømmers tid det lille middelalderrige Ganzhou. I  Marco Polos rejser, fortæller Marco Polo at han boede i et år i en by der hed Campichu, som er blevet identificeret som Ganzhou (Zhangye).

## Trafik
Kinas rigsvej 312 går gennem området. Den begynder i Shanghai og ender ved grænsen mod Kasakhstan, og passerer blandt andet Suzhou, Nanjing, Hefei, Xinyang, Xi'an, Lanzhou, Jiayuguan og Urumqi.

## Administration
Zhangye har et bydistrikt, fire amter og et autonomt amt. 
Distrikt:
- Ganzhou (甘州区)

Amter:
- Minle (民乐县)
- Linze (临泽县)
- Gaotai (高台县)
- Shandan (山丹县)

Autonomt amt:
- Sunan Yugur (肃南裕固族自治县)